# 꺼야주
꺼야주(버마어: ကယားပြည်နယ် 꺼야 삐내)는 미얀마의 주이다. 미얀마의 동부에 위치하고 북쪽으로 샨주, 동쪽으로 태국의 매홍손주, 남쪽과 서쪽으로 꺼인주와 접한다. 주도는 로이코이다. 주로 꺼야족이 살고 있다. 

## 역사
1948년 8월, 꺼인니족의 지도자 베투레는 버마 연방군에 암살되었다. 
1951년 10월 8일, 꺼인니주는 꺼야주로 개칭되었다.
1957년에 꺼인니민족진보당(KNPP)와 꺼잉니군(KA)으로 이루어진 친독립집단이 이미 활동하고 있었다. 1995년의 짧은 정전과는 별개로 KA는 투쟁을 계속하고 있다. KNPP의 반대편의 꺼얀국 신당과 카렌니 국가인민해방전선(KNPLF)은 현재 미얀마 군부와 동맹을 맺었다. 1996년에 미얀마의 국가평화발전평의회(SLORC)는 카렌니의 독립을 분쇄하기 위해 강제 이주를 실시하여 독립군의 지원 기반을 빼앗았다. 

## 행정 구역
- 보레크군(Bawlakhe District)
- 로이코군(Loikaw District)

## 인구
인류학자들은 꺼야주의 토착민을 7개에서 10개의 민족으로 분류하고 있다. 또한 북부에는 샨족, 인타족, 버마족이, 주변의 구릉에는 빠오족이 살고 있다. 분명히 꺼야주의 민족은 복잡한 문제이고 이것이 현재의 정치 상황을 더욱 복잡하게 만들고 있다. 1983년에 유엔에 의해 수행된 인구 조사에 따르면 꺼야족은 56.12%, 버마족이 17.58%, 샨족이 16.66%, 꺼인족이 6.45%, 혼혈이 2.08%를 차지하고 있다.

## 경제
꺼야주는 주로 농업 기반 경제이다. 주요 작물은 관개를 통한 쌀이고 다른 작물로 기장, 옥수수, 참깨, 땅콩, 마늘, 야채가 있다. 광물로는 앨러배스터, 석고, 텅스텐이 있다. 한 때 티크, 소나무와 같은 귀중한 목재들이 생산되었으나 미얀마 군부의 불법 채벌로 거의 헐벗은 상태이다. 로이카우 외곽의 로피타 폭포의 수력발전소는 전략적으로 중요하며 미얀마 전체 전력의 20%이상을 공급한다. 
꺼야주는 정치적인 상황만 개선된다면 관광지로서 잠재력을 가지고 있다. 주에는 바위산, 강, 호수, 폭포가 있지만 교통은 불편하다. 꺼야주는 오직 허가된 외부인에 한해서만 출입이 허용된다. 허가를 받았더라도 대개 로이코 주변으로 25km 반경내만 허용된다. 중앙 정부는 로이코와 주 서부의 일부만을 실질적으로 지배하고 있을 뿐이다. 

## 교육
- 롸잉꼬 대학

## 교통
- 롸잉꼬 공항